# McKinney Acres
McKinney Acres – jednostka osadnicza w Stanach Zjednoczonych, w stanie Teksas, w hrabstwie Andrews.